# کانو اوماتا
کانو اوماتا (انگلیسی: Kano Omata؛ زادهٔ ۲۴ ژوئیهٔ ۱۹۹۶) ورزشکار شنای موزون اهل ژاپن است.
وی در مسابقات کشوری و بین‌المللی در مجموع برندهٔ ۱ مدال نقره، ۵ مدال برنز شده‌است.